# قائمة البعثات الدبلوماسية في الكاميرون

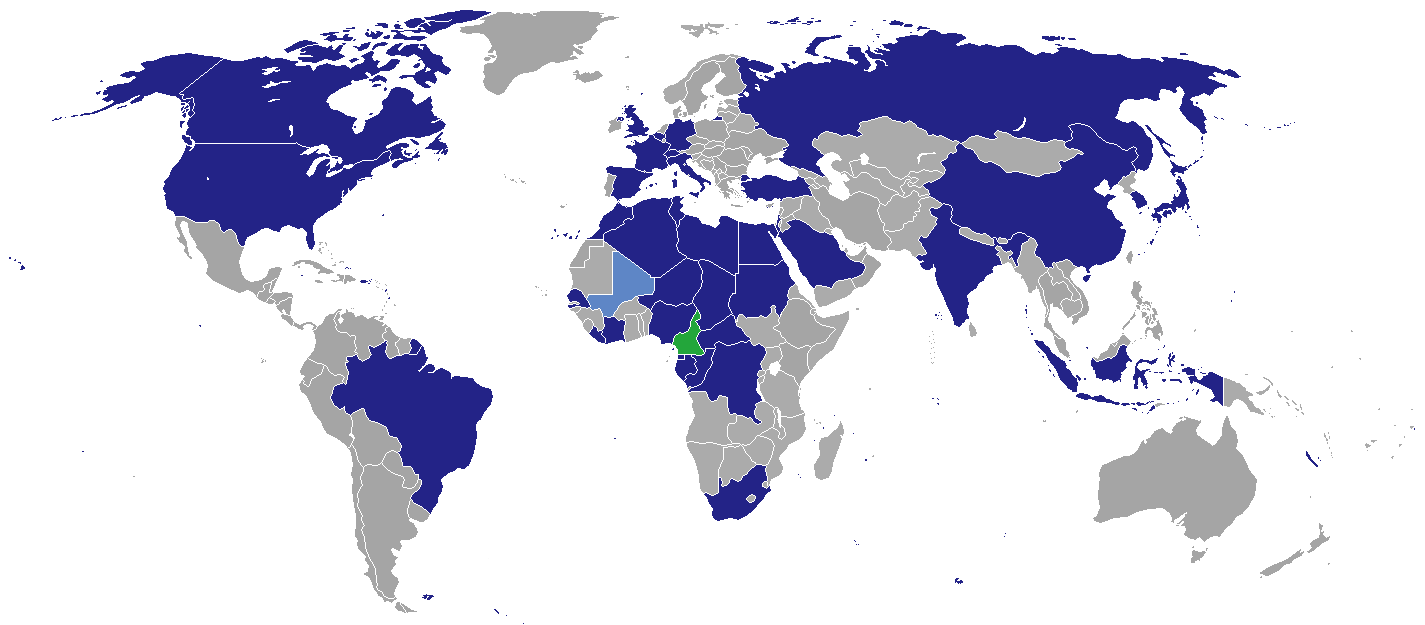
البعثات الدبلوماسية في الكاميرون

هذه قائمة البعثات الدبلوماسية في الكاميرون. تستضيف العاصمة ياوندي حاليًا 40 سفارة / مفوضية عليا. دوالا، أكبر مدينة ومركز اقتصادي رئيسي، تستضيف ست قنصليات/ قنصليات عامة.

## البعثات الدبلوماسية في ياوندي

### السفارات والمفوضيات العليا
- الجزائر
- بلجيكا
- البرازيل
- كندا
- جمهورية أفريقيا الوسطى
- تشاد
- الصين
- الكونغو
- الكونغو كينشاسا
- مصر
- غينيا الاستوائية
- فرنسا
- الغابون
- ألمانيا
- الكرسي الرسولي
- الهند [1]
- إندونيسيا [2]
- إسرائيل
- إيطاليا
- ساحل العاج
- اليابان
- ليبيريا
- ليبيا
- المغرب
- النيجر
- نيجيريا
- روسيا

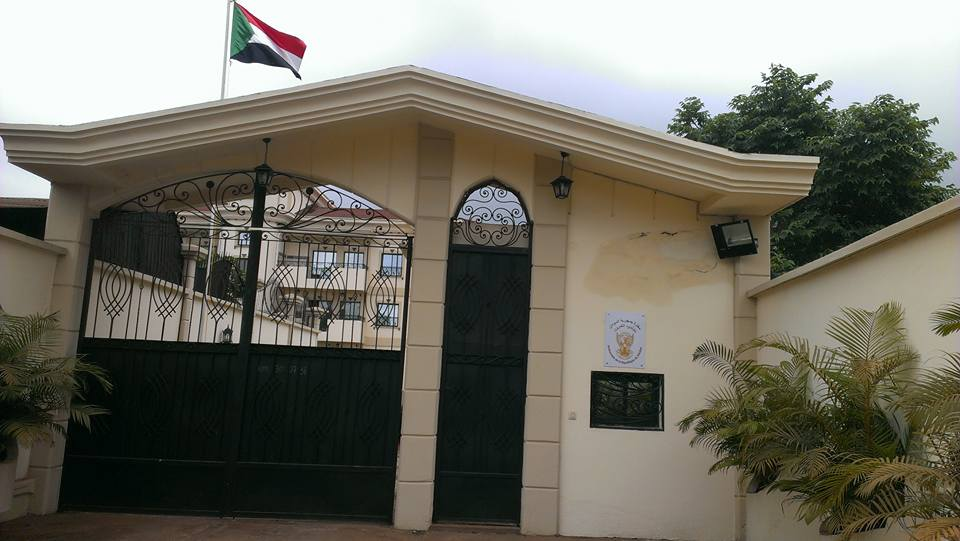
سفارة جمهورية السودان ، ياوندي

- المملكة العربية السعودية
- السنغال
- جنوب أفريقيا
- كوريا الجنوبية
- فرسان مالطا
- أسبانيا
- السودان
- سويسرا
- تونس
- تركيا
- المملكة المتحدة
- الولايات المتحدة

### بعثات أو وفود أخرى
- الاتحاد الأوروبي (وفد)

## القنصليات العامة / القنصليات

### دوالا
- جمهورية أفريقيا الوسطى
- غينيا الاستوائية
- فرنسا
- مالي [3]
- نيجيريا
- الولايات المتحدة (فرع من مكتب السفارة )

### بويا
- نيجيريا (قنصلية)

### غاروا
- جمهورية أفريقيا الوسطى (قنصلية)
- تشاد (قنصلية) [4][5]

### ايبولوا
- غينيا الاستوائية (القنصلية العامة)[6]

## فتح السفارات
- كوبا[7]

## السفارات غير المقيمة والمفوضيات العليا المعتمدة لدى الكاميرون
مقيم في أبوجا، نيجيريا:
- الأرجنتين[8]
- أستراليا[9]
- أستراليا[10]
- بنين[11]
- التشيك[12]
- فنلندا[13]
- اليونان[14]´
- هنغاريا[15]
- إيران
- العراق
- ماليزيا
- المكسيك [16][17]
- النرويج[18]
- البرتغال[19]
- الفلبين[20]
- باكستان
- بولندا[21]
- رومانيا[22]
- سيراليون
- سوريا
- سلوفاكيا[23]
- تايلند
- ترينيداد وتوباغو[24]
- أوكرانيا[25]
- الإمارات العربية المتحدة

مقيم في كينشاسا، جمهورية الكونغو الديمقراطية:
- كينيا
- السويد[26]
- تنزانيا[27]
- زامبيا[28]

مقيم في مدن أخرى
- أنغولا (ليبرفيل)[29]
- كرواتيا (رباط)[30]
- كوبا (برازافيل)[31]
- دنمارك (كوتونو)[32]
- إثيوبيا (أبيدجان) [28]
- الأردن (نيروبي)
- لبنان (أبوجا / ليبرفيل)
- مالي (ليبرفيل) [33]
- جزر المالديف (الرياض)
- هولندا (كوتونو) [34]
- بنما (هافانا)
- باراغواي (القاهرة)[35]
- صربيا (نيويورك)[36]
- فنزويلا (ملابو)[37]
- فيتنام (الجزائر (مدينة))